# Diet Pepsi
Diet Pepsi è un singolo della cantante statunitense Addison Rae, pubblicato il 9 agosto 2024 come primo estratto dal primo album in studio Addison.

## Antefatti
Rae ha condiviso i primi indizi su nuova musica nel giugno 2024 tramite la rete sociale. La cantante ha fornito dettagli più specifici nei primi giorni di agosto, condividendo un'anteprima del brano e del suo testo. Il 5 agosto vengono svelate copertina e data di uscita ufficiali. Originariamente intitolato Backseat, è stato successivamente convertito in Diet Pepsi su suggerimento della cantante Charli XCX.

## Accoglienza
Il brano è stato accolto da giudizi prevalentemente positivi da parte della critica specializzata e degli ascoltatori, che hanno apprezzato la transizione di Rae dal bubblegum pop del suo lavoro precedente ad un suono più maturo. Billboard ha indicato che la canzone rappresenta un punto di svolta nella carriera di Rae, in quanto spiega con maggior chiarezza le sue intenzioni come artista.

## Video musicale
Il video musicale è stato pubblicato assieme alla canzone il 9 agosto 2024 ed è stato diretto da Sean Price Williams. Il video, ispirato ai film Faster, Pussycat! Kill! Kill! (1965) e Breakaway (1966), si apre con un'anticipazione del singolo successivo Aquamarine, dopodiché segue la cantante che si diverte in macchina con il suo interesse amoroso, interpretato da Drew Van Acker.

## Tracce
Testi e musiche di Addison Rae Easterling, Luka Kloser ed Elvira Anderfjärd.
1. Diet Pepsi – 2:49

## Classifiche
| Classifica (2024) | Posizione massima |
| ----------------- | ----------------- |
| Australia         | 18                |
| Canada            | 39                |
| Filippine         | 23                |
| Grecia            | 39                |
| Irlanda           | 7                 |
| Lituania          | 57                |
| Nuova Zelanda     | 17                |
| Portogallo        | 84                |
| Regno Unito       | 10                |
| Singapore         | 10                |
| Stati Uniti       | 54                |
| Svezia            | 92                |
| Svizzera          | 65                |